# Pseudoboodon sandfordorum
Pseudoboodon sandfordorum är en ormart som beskrevs av Spawls 2004. Pseudoboodon sandfordorum ingår i släktet Pseudoboodon och familjen snokar. Inga underarter finns listade i Catalogue of Life.
Denna orm förekommer i centrala Etiopien. Arten lever på högplatå och i bergstrakter mellan 1800 och 2400 meter över havet. Habitatet varierar mellan gräsmarker med några träd av släktet Acacia och jordbruksmark. Individerna besöker ibland byggnader. Honor lägger ägg.
Kanske utgörs intensivt jordbruk ett hot mot beståndet. Fram till 2014 var endast åtta exemplar kända. IUCN listar arten med kunskapsbrist (DD).